# Grupo de Forcados Amadores de Arruda dos Vinhos
O Grupo de Forcados Amadores de Arruda dos Vinhos é um grupo de forcados da vila de Arruda dos Vinhos, na Estremadura. Os Amadores de Arruda dos Vinhos foram fundados a 2 de Abril de 2008.

## História
Em 2008 um grupo de amigos naturais de Arruda dos Vinhos, residentes e não residentes na vila, reuniu e decidiu sobre a criação de um novo grupo de forcados. 
A corrida inaugural decorreu a 2 de Abril de 2008 na Praça de Toiros José Marques Simões, em Arruda dos Vinhos.
Em 2011 os Amadores de Arruda dos Vinhos foram admitidos na Associação Nacional de Grupos de Forcados, passando a pegar em corridas com os demais grupos associados.

## Cabos
- Paulo Lúcio (2008–2011)
- Sérgio Miguel (2011–2014)
- Rodolfo Costa (2014–presente)